# Valentina Vezzali
Maria Valentina Vezzali (Jesi, 14 de fevereiro de 1974) é uma esgrimista italiana. Ela já conquistou seis medalhas de ouro olímpicas e foi a primeira atleta na história a conseguir três medalhas de ouro no florete individual olímpico.
Ela também já venceu catorze vezes o Campeonato Mundial, seis individualmente (1999, 2001, 2003, 2005, 2007 e 2011) e oito por equipes (1995, 1997, 1998, 2001, 2004, 2009, 2010 e 2013).